# Твардовський Денис Дмитрович
Денис Дмитрович Твардовський (нар. 13 червня 2003, Чернівці, Україна) — український футболіст, воротар донецького «Шахтаря».

## Клубна кар'єра
Народився в Чернівцях. У ДЮФЛУ 2016 року розпочав виступати в складі місцевої «Буковини», а з 2017 по 2020 рік грав у вище вказаному турнірі у складі «Шахтаря». Починаючи з сезону 2020/21 років грав за «Шахтар» U-19 в юнацькому чемпіонаті України. У середині вересня 2021 року потрапив до заявки «гірників» на юнацьку лігу УЄФА. У вище вказаному турнірі дебютував 15 вересня 2021 року в переможному (5:0) виїзному поєдинку 1-го туру групи D проти тираспольського «Шерифа». Денис вийшов на поле в стартовому складі та відіграв увесь матч. Загалом у Юнацькій лізі УЄФА провів 8 поєдинків.
У футболці першої команди «гірників» дебютував 18 липня 2023 року в програному (0:3) товариському поєдинку проти амстердамського «Аяксу». Твардовський вийшов на поле на 46-й хвилині замість Дмитра Різника. Вперше до заявки «Шахтаря» на офіційні турніри потрапив 29 липня 2023 року, на переможний (2:1) поєдинок 1-го туру Прем'єр-ліги України проти харківського «Металіста 1925». Проте у вище вказаному матчі в основі вийшов Дмитро Різник, а Денис просидів усі 90 хвилин на лаві запасних. Дебютував на офіційному рівні за донецький клуб 19 травня 2024 року в нічийному (1:1) виїзному поєдинку 29-го туру Прем'єр-ліги України проти «Дніпра-1». Твардовський вийшов на поле в стартовому складі та відіграв увесь матч. У сезоні 2023/24 років провів 2 поєдинки у вищому дивізіоні чемпіонату України.

## Кар'єра в збірній
На початку жовтня 2021 року головний тренер юнацької збірної України (U-19) Володимир Єзерський включив Дениса Твардовського до заявки на матчі кваліфікації юнацького (U-19) чемпіонату Європи 2022 року. Дебютував за збірну U-19 6 жовтня 2021 року в переможному (4:2) поєдинку 5-ї групи кваліфікації вище вказаного турніру проти однолітків з Мальти. На вище вказаному турнірі зіграв у 3-х матчах й допоміг українцям посісти перше місце в групі.
14 листопада 2022 року головний тренер молодіжної збірної України Руслан Ротань викликав Дениса Твардовського на тренувальний збір до Грузії. 21 листопада 2022 року дебютував за українську «молодіжку» в нічийному (1:1) поєдинку проти молодіжної збірної Грузії. Денис вийшов на поле на 46-й хвилині замість Якова Кінарейкіна.

## Досягнення
«Шахтар» (Донецьк)
- Прем'єр-ліга України
  -  Чемпіон (1): 2023/24

- Кубок України
  -  Володар (2): 2023/24, 2024/25